# Tapinotaspoides nigerrima
Tapinotaspoides nigerrima är en biart som först beskrevs av Carlos Schrottky 1909.  Tapinotaspoides nigerrima ingår i släktet Tapinotaspoides och familjen långtungebin. Inga underarter finns listade i Catalogue of Life.